# Canoas
Canoas là một đô thị thuộc bang Rio Grande do Sul, Brasil. Đô thị này có diện tích 131,097 km², dân số năm 2007 là 333322 người, mật độ 2542,56 người/km².